# Arthur Marcet
Arthur Marcet, né le 29 août 1872 à Buenos Aires et mort à Perpignan, est un compositeur, pianiste et professeur de musique d'origine catalane.

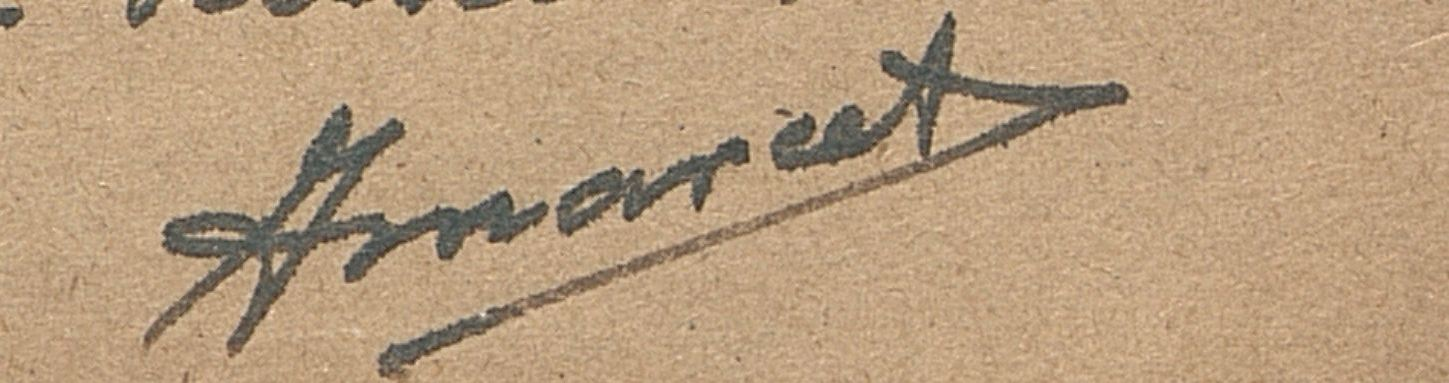
Signature autographe d'Arthur Marcet

## Biographie
Après des études musicales à Barcelone sous la direction de Carles Vidiella (ses parents sont d'origine catalane), Arthur Marcet crée une chorale qui se produit au Liceo de Barcelone. Il rejoint en 1922 la ville de Perpignan et s'y fixe. Il crée cette année-là l'Orfeó Canigó (chœur mixte) dans le but d'enseigner et de faire vivre le folklore catalan (chant, musique, théâtre, danses). Chaque année, un grand concert est donné au Théâtre municipal de Perpignan par l'Orfeó. Arthur Marcet meurt dans un accident à un âge avancé. Il est l'auteur d’œuvres pour chorales dont Himne à la Senyera et de nombreuses sardanes.

## Œuvres
- Armengol de Gerps, visió musical en 3 quadros (1904)
- Cant a la senyera (1917)
- Himno a Isabel la Católica (1895)
- Hoja de álbum (1902)
- Salve, a coro ó á una ó mas voces unisonas (1896)
- La senyera, himne (1906)
- Autres chansons : Lo rossinyol, A la voreta del mar, Els aucellets, La nit al bosch, La pubilla i La pastoreta.

### Sardanes
- Cançó d'amor (entre 1916 et 1920?)
- La mare
- Pàtria jove (1913)
- Pensant en tu (1918)
- Virolai